# Meedhuizen
Meedhuizen (Gronings: Mijhoezen of Midhoezen), vroeger ook  Midhuizen genoemd, is een dorp in de gemeente Eemsdelta in de Nederlandse provincie Groningen. Het heeft ruim 805 inwoners. De bebouwing wordt hoofdzakelijk gevormd door arbeiders- en burgerwoningen uit de eerste helft van de 20e eeuw.
Het dorp telt onder andere een dorpswinkel, café, openbare basisschool en een sportcomplex.

## Geografie

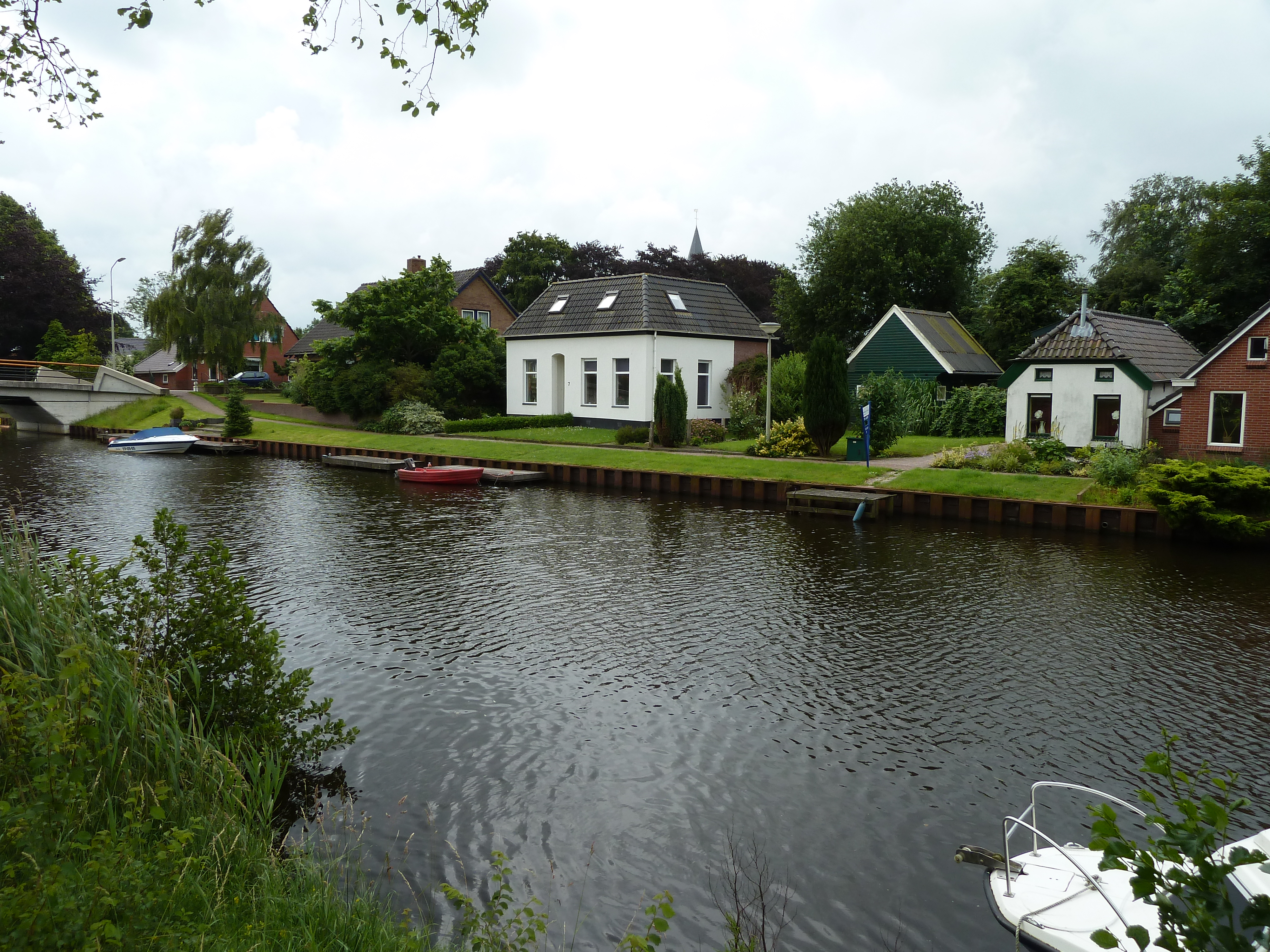
Huizen langs het Afwateringskanaal met links de brug

Meedhuizen ligt ten zuiden van de stad Delfzijl, tussen de dorpen Tjuchem in het westen en Wagenborgen in het zuidoosten. Het dorp is via twee uitvalswegen verbonden met de N362; naar het oosten via de Ideweersterweg en naar het noorden via de Meedhuizerweg. Meedhuizen heeft een busverbinding met Delfzijl en Appingedam. Het dorp ligt aan het Afwateringskanaal van Duurswold, dat naar het noorden toe naar Farmsum stroomt en naar het westen toe naar het Schildmeer. De brug over het afwateringskanaal werd bij de bevrijding van Delfzijl in 1945 opgeblazen door de Duitsers en werd daarop vervangen door een nieuwe brug, die in de jaren 1990 werd vervangen door de huidige brug.
Onder Meedhuizen vielen vanouds het gehucht Opmeeden, alsmede de boerderijen Grashuis (aan de Essenlaan) en Strijkerij. Ook de gehuchten Schaapbulten, Ideweer en Wilderhof vielen kerkelijk onder Meedhuizen. De eerste twee lagen op het grondgebied van Geefsweer (kerspel Farmsum), terwijl Wilderhof in de rechtstoel en het kerspel Siddeburen lag. Tussen Delfzijl en Meedhuizen liggen verder de wierdedorpen Amsweer en Geefsweer, alsmede de boerderij Gommelburg, die vroeger kerkelijk en bestuurlijk onder Farmsum vielen, maar door de verlenging van het Eemskanaal daarvan zijn afgesneden.

### Landschap
Meedhuizen was van oorsprong een randveenontginning. De noordkant van het dorp bestaat vooral uit humusrijke klei-op-veengronden (vroeger roodoorn genoemd). Het was altijd een open landschap met verspreide boerenerven en wat erfbeplanting. Langs de Weereweg ontstond lintbebouwing. Het gebied werd na een lange periode van wateroverlast in de 19e eeuw omgevormd tot een bloeiend landbouwgebied met middelgrote gemengde boerenbedrijven. Na 1900 overwoog de akkerbouw.

Omstreeks 1960 is het kleinschalige landschap rond Meedhuizen door grootscheepse ruilverkavelingen grondig veranderd. Gehuchten werden gesloopt, wegen en sloten verdwenen van de kaart of werden rechtgetrokken, waardoor het landschap eenvormiger werd, op een soortgelijke wijze zoals dat in veel andere delen van Nederland gebeurde. Van de contouren van de vroegere meren is weinig meer te herkennen. Bij de ruilverkavelingen werden ook houtopstanden aangeplant om de dorpen meer beschutting te geven. De journalist Wiert Eelssema schrijft in 1961 over de rigoureuze aanpak:
Der bennen in leste joaren hoezen oafbroken en mensen wegtrokken. … Nou wordt dat aal baauwlaand. Want zal bennen bezeg mit 'n ruilverkavelingsplan Weiwerd-Geefsweer, dij der op liekt. As je nou de weg oaffietsen van Schoapbulten noar Geefsweer, 'n mooie rechte weg, den zat je overaal in 't veld draglines en ook 't baauwen van 'n boerenschure midden in de velden. Zai bennen bezeg mit 't verwezelukken van dat ruilverkavelingsplan, waar hail wat daimten mit bemuid bennen. En as 't domt aalmoal kloar is, den is 't aaltemoal degelk en rechtoet, rechtaan … Den staan der vair nije plaatsen in dit open, wiede laand.
Sinds het einde van de 20e eeuw hebben veeteeltbedrijven opnieuw de overhand. De dorpskern is sinds 1980 sterk uitgebreid. Aan de zuidkant ontstond een nieuwe woonwijk, terwijl de bebouwing langs het Afwateringskanaal en de Meedhuizerweg veel dichter is geworden.

### Meren
Meedhuizen ligt in een van de laagstgelegen delen van Groningen. Vroeger lag Meedhuizen in een moerassig gebied te midden van drie meren: het Midhuister- of Meedhuizermeer, het Kleine- of Farmsumermeer en het Proostmeer. In de eerste helft van de negentiende eeuw gold de omgeving van deze meren als een ideaal gebied voor vissen en vogelvangst vanuit schuilhutten (hutjen). De drie meren ontstonden in de middeleeuwen door bodemdaling en erosie en zijn rond 1900 met behulp van poldermolens en een stoomgemaal drooggemalen. Het grootste was het Meedhuizermeer (108 ha), waar het Afwateringskanaal van Duurswold vroeger doorheen liep. Het meer werd in de jaren 1870-77 omgevormd tot de polder Nieuw Oosterbroek. Het Proostmeer (60,5 ha) werd in 1873 drooggelegd en het Kleinemeer (11 ha) in 1908. In de omgeving lagen vroeger nog meer meren, zoals het Woldmeer (12 ha), het Opwierdermeer (12 ha) en de kleinere Kraaierspoel. Het kleine Heslandermeer bij Schaapbulten wordt vermeld in 1560.

## Geschiedenis

### Middeleeuwen
Meedhuizen is ontstaan op een lage dekzandrug in het overgangsgebied tussen het kwelderlandschap langs de Eems en een onontgonnen hoogveengebied. De eerste bewoning dateert waarschijnlijk uit de negende of tiende eeuw. Vondsten uit deze periode zijn echter alleen uit de directe omgeving bekend. Meedhuizen hoort daarmee met De Paauwen, Tjuchem en Wagenborgen tot de eerste generatie randveennederzettingen, die zich kenmerken door een kleinschalige verkavelingsstructuur. 
De dorpsgrenzen laten zien dat het gebied is ontgonnen vanuit het moederdorp Farmsum (met de dorpswierden Tuikwerd en Amsweer). Vermoedelijk had de Abdij van Werden hier - net als elders in de randveengebieden - de nodige bezittingen. Wilderhof wordt vermoedelijk al rond het jaar 1000 genoemd. Later kwamen deze landerijen in handen van de Johannieters. De naam Grashuis suggereert dat zij hier een voorwerk (boerderij) hadden. Ten zuiden van het dorp (bij Opmeeden) had de commanderij te Heveskesklooster drie boerderijen die later vermoedelijk de Hoflanden werden genoemd. Dit sloot weer aan bij de kloosterboerderijen te Wilderhof, die eveneens Johannieter bezit waren. Meedhuizen heeft zich echter niet verder kunnen uitbreiden. In het achterland kwamen met de Oosterweeren en het kerspel Oostwold nieuwe veenontginningen tot stand die een eigen leven gingen leiden.
De bewoners van Meedhuizen moeten al vrij stel met wateroverlast te kampen hebben gehad. Ze concentreerden hun akkerland in (mogelijk omwalde) escomplexen met smalle percelen dicht bij het dorp. De typerende verkaveling bij de Essenweg is pas recentelijk verdwenen. Het land werd slechts ten dele in grazen, grotendeels in deimten gemeten, net als in de andere veennederzettingen. De gedachte dat het dorp Meedhuizen op een wierde zou zijn gebouwd,  is onwaarschijnlijk.
De patroonheilige van de kerk van Meedhuizen, Laurentius, vormt eveneens een aanwijzing dat we hier met een van de oudere nederzettingen te maken hebben. Het dorp wordt echter pas 1306 voor het eerst genoemd als Meethusum (naar een later afschrift). Ook de vormen Methusum, Meethusen, Medthusen en Meethusum komen voor. De naam Meedhuizen is mogelijk een verbastering van Midhuizen, dat is 'de middelste huizen' of 'de huizen te midden van de meren'. Een andere verklaring veronderstelt dat meed hier in de betekenis van  'meden' wordt gebruikt. De betekenis zou dan 'huizen in het hooiland' (madelanden) zijn. Maar dit kan ook een latere interpretatie zijn. Het omliggende gebied is ten gevolge van wateroverlast vroegtijdig verlaten.
De huidige kerk, een eenvoudig zaalkerkje, dateert uit de dertiende eeuw. Daarbij verrees in de negentiende eeuw een toren. Mogelijk was er eerst sprake van een hoofdelingenfamilie. Nicolaas Westendorp schrijft in 1839 dat hem "bij herhaald onderzoek" was gebleken dat "op eenen opgehoogden grond een burg gestaan" zou hebben.
Het dorp kwam rond 1400 samen met andere dorpen onder het gezag van de hoofdelingenfamilie Ripperda van Farmsum, die hier alle macht naar zich toe trok. Voor Meedhuizen had men echter weinig aandacht. Toen de dorpsheren in 1435 vergaten het dorp bij vredesonderhandelingen te betrekken, werden de inwoners het slachtoffer van een vete met hun buren uit het Oldambt.
Meedhuizen behoorde aanvankelijk bij het Farmsumerzijlvest, samen met de buurdorpen Opwierde, Tuikwerd en Amsweer. Het overtollige water werd via dwarssloten als het Roestenburgermaar (in 1560 Ukemaer of Ucke genoemd) naar het Farmsumermaar geleid. Na de voltooiing van de sluizen bij Delfzijl (rond 1300) werd de afwatering naar het Damsterdiep verlegd en traden de genoemde dorpen toe tot het Dorpsterzijlvest. Voor de afwatering maakte men gebruik van de Oude Leesk, die uitmondde bij het sluisje Flikkebuil bij Amsweer. Deze oplossing voldeed kennelijk niet, vermoedelijk omdat de afwatering van het Oostwoldzijlvest het peil in het Meedhuizermeer opdreef. Meedhuizen werd daarop rond 1500 opnieuw toegelaten tot het Farmsummerzijlvest. Een duiker langs het Meedhuizermeer moet voorkomen dat er te veel water vanuit het zuiden toestroomde. Omstreeks 1562 werd de duiker vervangen door een houten til waar de vissersboten onderdoor konden varen. Maar het risico van wateroverlast werd te groot geacht; de opening werd tot verdriet van de Oostwoldjers in 1564 gesloten en de duiker hersteld.

### Nieuwe tijd
In januari 1584 werd het dorp platgebrand door Staatse troepen, maar daarna weer herbouwd. Bij de Sint-Maartensvloed van 1686 stonden er 26 huizen in dorp, waarvan slechts vijf na de vloed waren overggebleven. De Meedhuizer dominee Henricus Schinckel schreef hierover in het boek Het schrickelijcke oordeel Gods het volgende berijmde bericht:
Mitthuysen 't welck beston' uyt ses-en twintigh Huysen
Daer sijn geen ses geheel gebleven van dit bruysen
De and're altemael zynd wand'of vensterloos
Geworden door den wint en desen vloed seer boos
Een Huysgesin geheel alhijr verdroncken is,
Zijnd' overrompelt van dees Vloet in duysternis
Noch sagh een Man sijn Vrouw, weg slingéren door de baren
En d'Ouders, Kind'ren twee op plancken heenen varen
De dooden sijn dan ses in ons Mitthuyser loegh (loeg = dorp).
Het dorp behoorde tot 1798 tot de rechtstoel van Farmsum, waar achtereenvolgens de families Ripperda en Rengers de dienst uitmaakten. Zij benoemden ook de dorpspredikant. Geld voor een schoolmeester was er niet altijd, zodat de dominee ook de kinderen les moest geven. Het Malle kostersboekje van ca. 1695 schrijft over het dorp:
Hier gaat 't zeltzaam toe, de Koster moet hier Preken,
Want hy is Predikant, en Koster vol gebreken.
Daar is geen twyfel an, door dien hy 't Ampt bekleed,
Gelyk wy Kosters al, het Preken raakt ons niet.

### Na 1800
De bebouwing van Meedhuizen bleef tot ver in de negentiende eeuw beperkt tot een 40-tal woningen en boerderijen rond de kerk, ter hoogte van de huidige Hoofdstraat. De aanleg van het Afwateringskanaal van Duurswold in 1871 doorsneed de dorpskern. De voltooiing van het kanaal vormde desondanks een impuls voor het dorp, dat zich steeds meer uitbreidde met bebouwing langs de oorspronkelijke wegen Hoofdstraat en Ideweersterweg en vanaf ongeveer 1900 ook ten noorden van het kanaal, langs de Meedhuizerweg. De bebouwing aan Hoofdstraat werd hierbij ook steeds verder verdicht. 
Tot in de jaren 1870 was het dorp alleen over kleiwegen te bereiken. In 1875 werden na lang beraad grindwegen aangelegd naar Steendam (via Tjuchem) en naar Farmsum. Deze wegen werden bekostigd met tollen, die er daarvoor overigens ook al waren. Bij de aanleg van een grindweg van het dorp naar Schaapbulten in 1908 werd echter besloten tot het weghalen van de tollen. Later werden deze wegen geasfalteerd.
Rond 1915 werd een telefoonlijn aangelegd naar het dorp. Eerst had alleen het lokale café Lanting een telefoon, later volgden andere bewoners in het dorp. Rond 1900 werd het dorp verlicht met petroleumlantaarns. In 1918 werden deze vervangen door elektrische verlichting.
Meedhuizen had van 1929 tot 1941, samen met Tjuchem, een treinstation aan de Woldjerspoorweg. De spoorlijn was al voor de oorlog onrendabel. Het spoor werd daarop in de oorlog opgebroken en het materiaal naar het Oostfront gebracht. Het stationsgebouw is blijven staan.
In de jaren 1970 werd het dorp uitgebreid naar het zuiden met onder andere de karakteristieke A-woningen (driehoekige huizen in de vorm van de letter A) langs de Cereslaan. Het meest recent zijn de vrijstaande woningen aan de langs het kanaal lopende weg Maarkampen. Plannen om in het kader van een dorpsvisie een nieuwe straat (de Polderstraat) met zes vrijstaande woningen te realiseren liepen in 2009 stuk op gebrek aan belangstelling.

### Meedhuizen in de Tweede Wereldoorlog
Meedhuizen heeft in de Tweede Wereldoorlog de nodige actie gezien. Met name in 1944 is ten noorden van Meedhuizen intensief gewerkt aan de verdedigingslinies ter bescherming van Delfzijl. Zo zijn er door de Duitsers loopgraven aangelegd vanuit Weiwerd via Geefsweer naar Amsweer om daar aan te sluiten op het Eemskanaal. Overigens zijn deze verdedigingswerken nooit gebruikt omdat de Duitse bezetter besloot het gebied onder water te zetten (inundatie) door het open zetten van de deuren van de kleine zeesluis te Delfzijl. Ook werden overal in het inundatiegebied gaten in de dijken gegraven om een groter gebied onder water te kunnen zetten. Ook werd zoet water vanuit het Zuidlaardermeer omgeleid om het inundatiegebied nog groter te maken en grote gebieden te zuiden van het Eemskanaal ontoegankelijk te maken voor de geallieerde troepen.
Daarnaast zijn er verdedigingswerken opgebouwd ten zuiden van Meedhuizen langs het voormalige Woldjerspoorlijn. Schuttersputten en mijnenvelden moesten de opmars van de Canadese troepen vertragen c.q. verhinderen.
In de polder Nieuw Oosterbroek was een luchtafweerstelling gebouwd om met name Emden te verdedigen ten geallieerde bommenwerpers. Een kleine bunker als onderdeel van deze stelling is nog zichtbaar in het land. De geallieerden hebben deze stelling aangevallen getuige de bominslagen rondom de stelling.
Na een bombardement op Emden crashte op 27 september 1943 een Amerikaanse bommenwerper type Boeing B-17 Flying Fortress in de landerijen net ten zuiden van Geefsweer. De B-17, met de bijnaam "Local Girl" of "Brass Rail", werd geraakt door FLAK-luchtafweer en later zwaar beschoten door een Duitse Messerschmit Bf 109. De bommenwerper explodeerde deels in de lucht en stortte uiteindelijk neer. Van de 10-koppige bemanning overleefden 4 de crash niet en 1 is nog steeds vermist. De overige bemanningsleden werden krijgsgevangen gemaakt. Orlo Natvig, de radio operator aan boord van het vliegtuig, overleefde de crash en kreeg in 1980 van de familie Ritsema (eigenaar van het land waarin de B-17 crashte) een propeller die uit de grond was gehaald. Deze propeller heeft tot 1997 bij dhr. Natvig voor zijn huis in Iowa en later Arizona gestaan. In 1997 werd de propeller geschonken aan het "National Museum of the United States Air Force". Het vliegtuig en bemanning maakten deel uit van de 91st Bomb Group, 324th Bomb Squadron van het VIII Bomber Command (thans: Eight Air Force). 
Op 2 oktober 1943 werd Meedhuizen opgeschrikt door exploderende bommen. Het bleek dat tijdens een aanval op de Duitse havenstad Emden, een aantal vliegtuigen van de Amerikaanse luchtmacht (USAF - VIII Bomber Command - missie 106) te vroeg hun bommen afwierpen, waardoor deze neerkwamen tussen Amsweer en Geefsweer rondom de boerderij van de toenmalige eigenaar dhr. T. Korf. 
Op 26 april 1945 werd Meedhuizen bevrijd. Een verkenningseenheid van B-compagnie van het Irish Regiment of Canada trok op 26 april vanuit Schaapbulten via het Wagenborgermaar en het Afwateringskanaal van Duurswold richting de kerk van Meedhuizen. Alhier constateerde de eenheid dat de brug over het Afwateringskanaal door de Duitse bezetter was opgeblazen en er in het dorp geen Duitsers meer aanwezig waren. De verkenningseenheid stond onder leiding van luitenant R.G. Thompson.

### Bedrijvigheid
Het dorp had begin 20e eeuw net als zoveel dorpen een breed scala aan winkels. Zo waren er onder andere drie bakkers, een kapper, kleermaker, kuiper, manufacturier, molenaar, rijwielhersteller, schoenmaker, slager, slikwinkel (= snoepwinkel), smid en een wagenmakerij. Ook waren er drie cafés in het dorp. Vaak hadden winkels meerdere functies. Zo had het ene café er een groentewinkel bij en het andere een bakkerij. De wagenmaker maakte ook doodskisten en een van de winkels had een scheersalon, verkocht galanterieën (snuisterijen) en rond sinterklaas ook speelgoed. Veel winkels sloten in de loop van de 20e eeuw hun deuren. Momenteel heeft het dorp nog een supermarkt (Troefmarkt), een café en enkele agrarische en aanverwante bedrijven.
Een van de succesvolste bedrijven uit het dorp is het bedrijf Gebroeders Borg. In 1994 richtten de gebroeders Fred en Gert Borg een slootreinigings- en kraanverhuurbedrijf op in een boerderij in Meedhuizen. Dit bedrijf werd in de loop der tijd uitgebreid met loonwerk, opslagactiviteiten en transport, waarop het bedrijf in 2001 gedeeltelijk verhuisde naar Farmsum en in 2006 volledig. In 2003 nam het bedrijf de failliete trailerverhuurder Vogelzang uit Bedum over en in 2009 ook de failliete transportfabriek Bulthuis uit Noordwolde, dat het jaar erop werd overgeplaatst naar Bedum.
Het bekendste café in het dorp was dat van Johan(nes) Lanting dat in 1909 gesticht werd. Dit café was later in handen van de families Woldringh, Van Buuren en de Vries. In 2006 werd het café weer omgedoopt in café Lanting als eerbetoon aan Johannes Lanting. In 2010 dreigde het café gesloten te worden, omdat de pachter ermee stopte. Daarop richtten inwoners uit het dorp een stichting op om het café voor het dorp te behouden. De naam is veranderd in "dorpsherberg Lanting". De herberg is en blijft een centraal ontmoetingspunt voor de dorpsbewoners.

### Volksverhaal
Tussen naburige dorpen bestond vaak een vorm van na-ijver. Er is een bekend volksverhaal over de dominee van Meedhuizen, die moeite had zijn huishouding op orde te houden. Als het op de boerderij weer eens misging, zou hij (voor de grap) de bewoners van het buurdorp Tjuchem de schuld hebben gegeven. Dorpsgenoten vertelden dit in nabootst Hooghollands weer na: 
Meedhuisters, Meedhuisters, bekeert U,
Opdat het U niet zo gaat als de goddelozen van Tjuchem!
Want die hebben mij de polsstok afgeleend en niet weer teruggegeven;
Ze hebben de veulen vos in de sloot gejaagd en hem er niet weer uitgehaald.
Het arme beest zat in de sloot en gaf de geest.
Amen.
In een andere versie riep de dominee vanaf de preekstoel: "Jeruzalem, bekeert u!". Dit werd daarop een scheldnaam voor de inwoners. Het is een oude anekdote, waarvan de kern waarschijnlijk terug gaat op het rouwgedicht van ds. Schinkel uit 1686, die het verlies van zijn "vool dat schoone beest"  betreurde. In de Groningse variant van Kornelis ter Laan:
Midhoesters, Midhoesters, bekeert joe!
Weest nait zo as de goddelozen van Tjuggem!
Mien mooie vosvool zat in de sloot, Tjugsters stonden der in 'n droppeltje om tou en ze hebben hom der nait weer oethoald!
Dat aarme stomme daier!
En hai gaf de geest, oamen!

## Bevolkingsontwikkeling
Onderstaand diagram toont de ontwikkeling van het dorp. Deze inwoneraantallen betreffen het dorp exclusief omringend gebied en liggen dus lager dan de bevolkingsaantallen van het postcodegebied en woonplaatsgebied zoals geregistreerd in de BAG. Dat aantal ligt ongeveer twee keer zo hoog.
| Demografische ontwikkeling tussen 1859 en 2024                      |
| ------------------------------------------------------------------- |
|                                                                     |
| ■ Data afkomstig van volkstellingen.nl ■ Data afkomstig van het CBS |

## Gebouwen

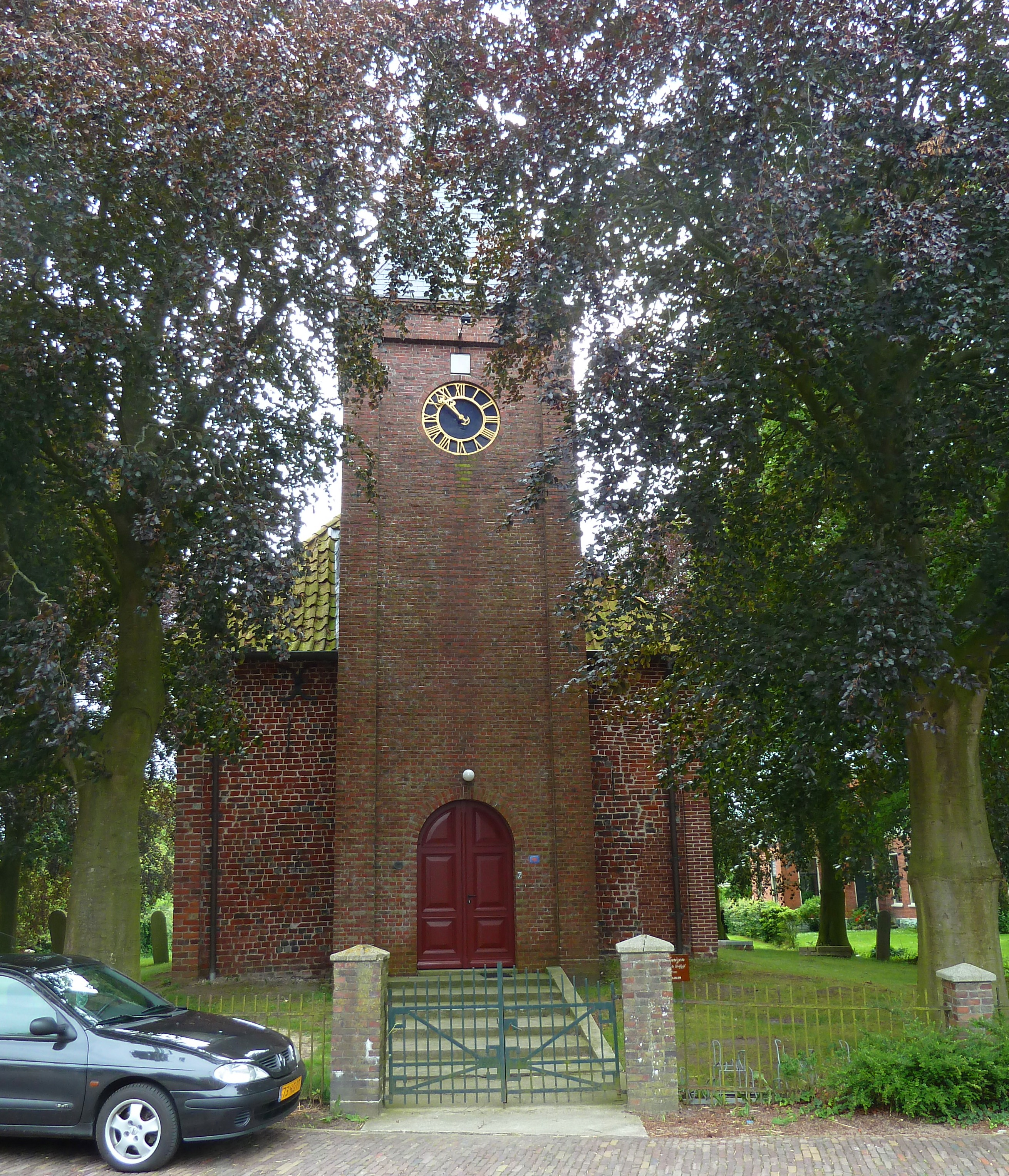
Vooraanzicht van de kerk van Meedhuizen

### Kerk
De kerk van Meedhuizen staat op een verhoging in het dorp en wordt omzoomd door een rij hoge beuken. De kerk werd waarschijnlijk gebouwd in de 13e eeuw. Volgens een vervalste oorkonde van de Ripperda's in 1237, maar het jaartal 1265 wordt waarschijnlijker geacht. De kerk zou gewijd geweest zijn aan de heilige Laurentius van Rome, die althans staat afgebeeld op een 17e-eeuwse avondmaalsbeker. Rond 1700 werd de kerk sterk verbouwd en gestut met 'twee steunberen, waarvan één later weer werd verwijderd. De kerk had vroeger een klokkenstoel aan de andere kant van de weg. In 1803 werd een toren tegen de kerk gebouwd, maar was begin 20e eeuw zo scheef komen te staan, dat besloten werd om er een klamplaag omheen te metselen, zodat de oude toren zich nu eigenlijk binnen de huidige toren bevindt. In 2010 is het gebouw gerestaureerd. Sindsdien heeft het een multifunctionele bestemming.
De pastorie staat achter de kerk en wordt tegenwoordig bewoond door een kunstenares. Naast de pastorie staat het hervormde verenigingsgebouwtje Lydia uit 1935, wat vroeger een gebedshuis voor vrouwen was.

### Molens
Aan de westzijde van het dorp werd in 1862 of een aantal jaar eerder werd in opdracht van de Woltersumse molenaar Geertsema een koren- en pelmolen gebouwd in het dorp. Rond 1881 werd de molen eigendom van Abraham Pieter Begeman en vanaf 1931 van zijn zonen en opvolgers Johannes Jacob en Hero Engel. In 1917 werd de molen ondersteund door een elektromotor van 11 pk. Na de Tweede Wereldoorlog raakte de molen in verval en werd verwaarloosd. In 1957 werd de molen gesloopt. De as werd hergebruikt in windmolen De Gooijer van It Fryske Gea in de Lindevallei.
Rondom Meedhuizen hebben verschillende poldermolens gestaan. Ten westen stond tussen 1889 en 1930 de molen van de Grashuispolder, ten noorden de molens van de Amsweersterpolder (1871 tot ca. 1914) en de Polder Nieuw-Oosterbroek (1887 tot ca. 1910) en ten oosten de molens van de Meedhuizerpolder (1795-ca. 1938) en van de Geefsweerstermolenpolder (1853-ca. 1938; verplaatst in 1876 naar andere zijde Kleinemeer).

### Overige gebouwen

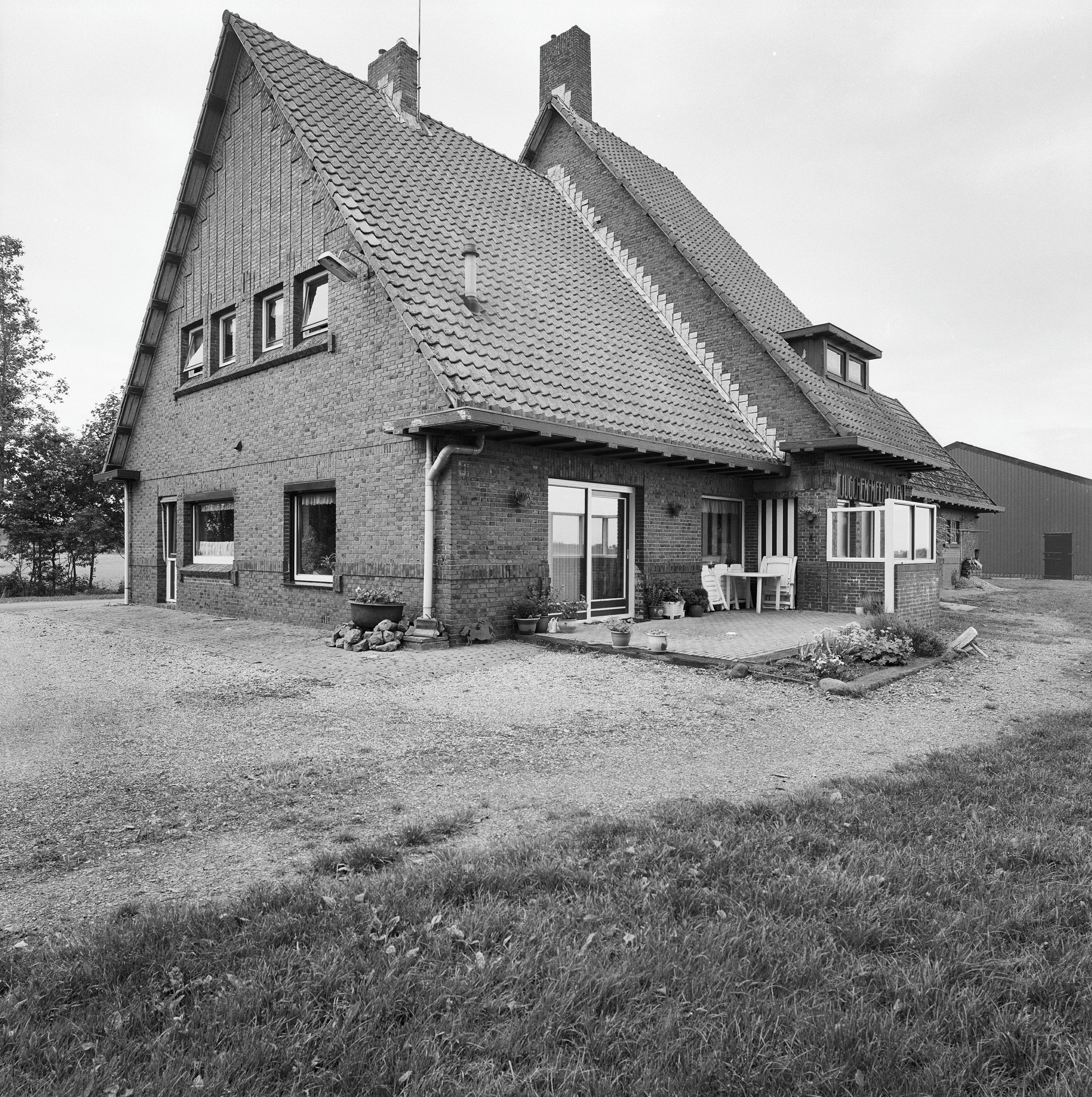
Station Tjugchem-Meedhuizen, nu woonhuis. Het spoor liep aan de rechterkant.

Aan de Hoofdstraat staat de openbare basisschool Meedhuizen, waarvan het huidige drieklassige schoolgebouw dateert uit 1936. Het is sindsdien echter vele malen verbouwd. De voorganger van dit gebouw was een deels houten schoolgebouw. Bij het huidige schoolgebouw bevindt zich ook een gymlokaal. In 2010 besloot de gemeente Delfzijl tot sloop van het gymlokaal wegens het niet voldoen aan de veiligheidseisen. Het dorp wist echter te bewerkstelligen dat het gebouw werd gerestaureerd, waarop de gemeente besloot dat het gebouw mocht blijven. Het schoolgebouw waar de openbare basisschool in zat, is sinds 2020 niet meer in gebruik als school.
Het stationsgebouw van station Tjugchem-Meedhuizen aan de vroegere Woldjerspoorweg werd in 1929 gebouwd aan de huidige Ideweersterweg 12 ten zuiden van Meedhuizen naar een ontwerp van architect Ad van der Steur. Het behoort tot het 'Standaardtype Woldjerspoor' van de NS. Van de acht identieke exemplaren bestaan er nog vijf tot op de huidige dag. Het gebouw werd na de sluiting van de spoorlijn in 1941 verbouwd tot woning en boerderij. Boven de entree van de oude dienstruimte staat nog steeds de tekst 'stationchef' (zonder s).
Op de hoek van de Kerkhofslaan (nu Kerklaan) met de Hoofdstraat stond vroeger het armenhuis van de hervormde diaconie. Er was ruimte voor vier gezinnen of personen. In de jaren 1930 was dit gebouw reeds sterk vervallen. Later werd het afgebroken en werd er een huis gebouwd.

### Steenhuis
Op een verhoogde plek bij het dorp zou volgens de oudheidkundige Nicolaas Westendorp een steenhuis hebben gestaan. Hij schrijft daarover in 1839:
Er heeft alvast eertijds op eenen opgehoogden grond een burg gestaan, zoo als mij uit het een en ander bij herhaald onderzoek gebleken is.
Waar dit geweest moet zijn, is onbekend.

### Boerderijen
Aan westzijde van de Meedhuizerweg staan twee fraaie boerderijen. Op nummer 5 staat boerderij Nieuw Oosterbroek, die na het dempen van het Meedhuizermeer in opdracht van Johan Rengers Hora Siccama werd gebouwd. Op nummer 9 staat een fraai gedecoreerde Oldambtster boerderij uit 1911.

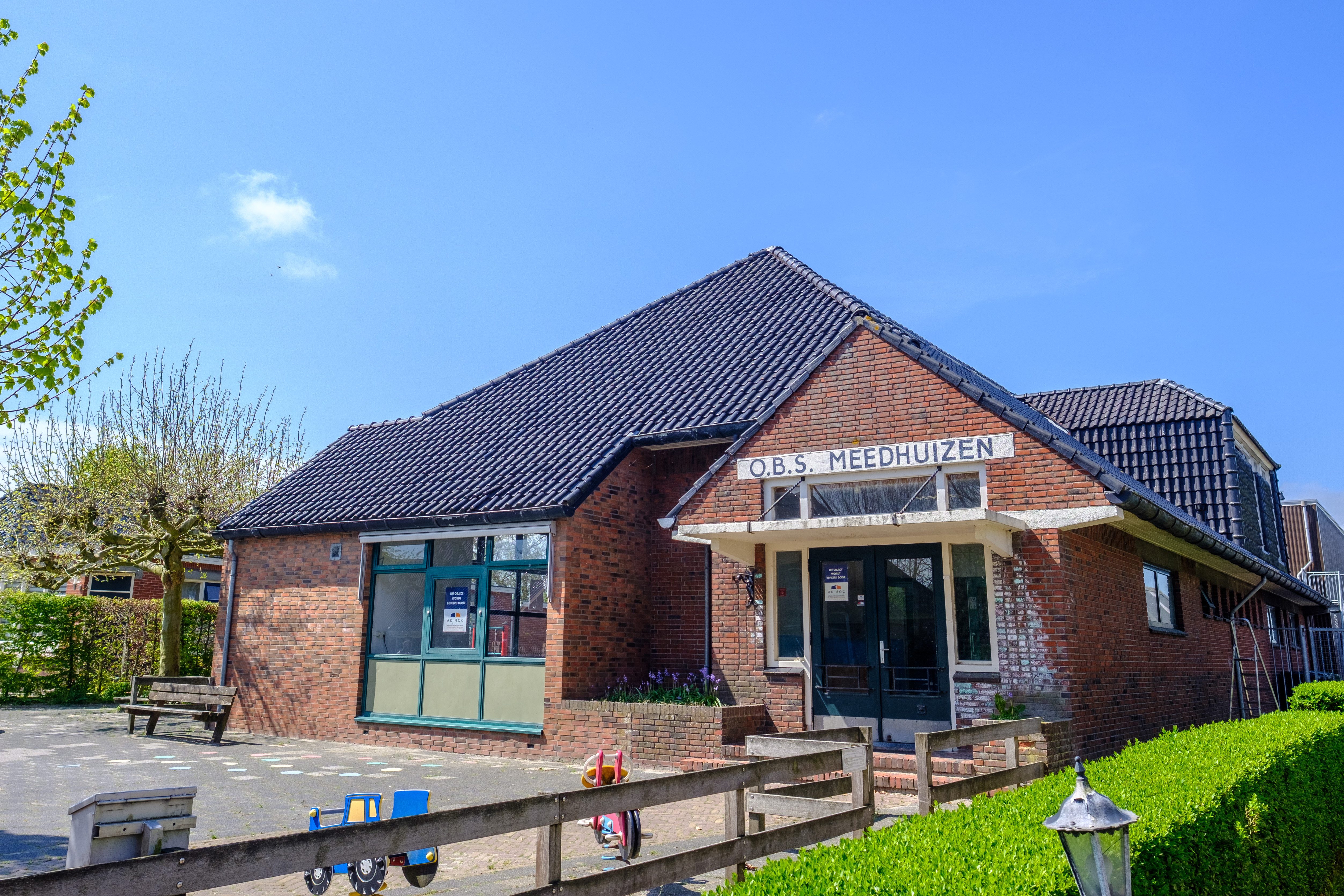
Openbare lagere school uit 1934 in expressionistische stijl
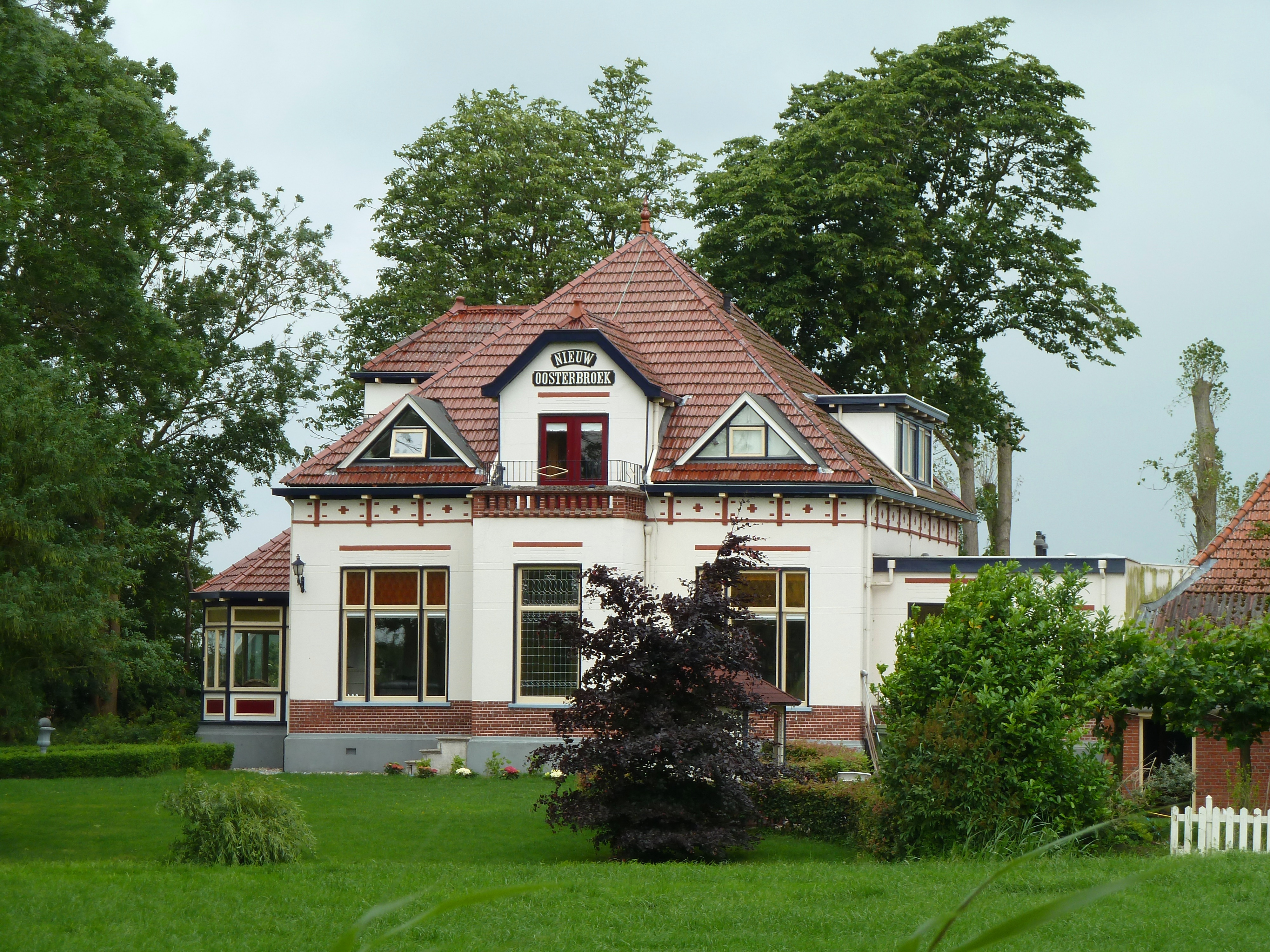
Voorhuis van boerderij Nieuw Oosterbroek
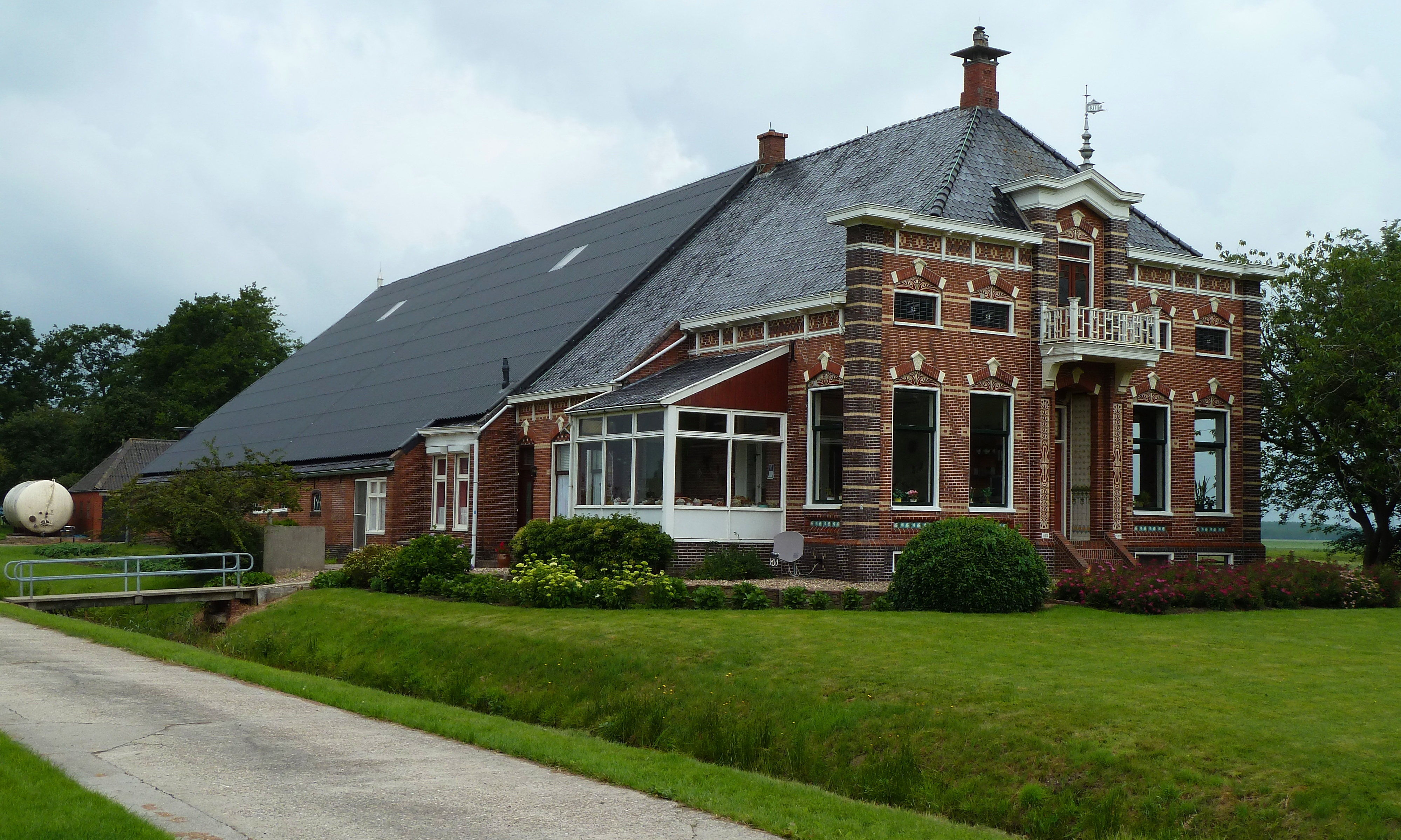
Oldambtster boerderij aan de Meedhuizerweg 9

## Sport
Het dorp heeft een sportcomplex in de vorm van een gymzaal aan de Hoofdstraat. Deze gymzaal wordt door een stichting van het dorp zelf beheerd en onderhouden.
In 1901 werd een schaatsclub opgericht in het dorp. Geld voor de aanleg van een ijsbaan was er echter nooit. Geschaatst werd er eerst op een ondergelopen weiland van een boer en sindsdien op het afwateringskanaal. In 2006 stelde Frans Schmölzer een weiland aan de Maarkampen ter beschikking voor een ijsbaan. 
In 1951 werd voetbalvereniging VV Meedhuizen opgericht die momenteel in de zesde klasse speelt. Het sportcomplex is gevestigd aan de Meedhuizerweg. De voetbalvereniging kent één seniorenelftal en 4 jeugdelftallen. Tevens trainen de dames regelmatig recreatief.
Ook kent Meedhuizen een succesvolle dartvereniging. Met drie teams wordt elk jaar in verschillende klassen om het kampioenschap gestreden. De thuiswedstrijden worden gehouden in dorpsherberg Lanting.

## Geboren in Meedhuizen
- Eppo Scheltens (1919-2006) Groninger dichter (onder pseudoniem Renko Sipkes)
- Olaf Vos (1972), zanger, mede-oprichter van de band Bond tegen Harries
- Kelvin Boerma (1996), Youtuber onder de naam Kalvijn
- Sarèl de Jong (1996), o.a. winnares van de gouden medaille in het kickboksen op de Wereldspelen in Polen (2017) en 2-voudig wereldkampioen kickboksen in de categorie -61 kg en -64 kg.